# Trobador anònim català
Trobador anònim català (fl....vers 1293...). Una poesia conservada en el cançoner F, transmesa com a anònima i adreçada a l'aleshores infant Frederic, es considera que és d'autor català.

## Comentari
Es tracta d'un sirventès de cinc estrofes i una tornada adreçat a l'infant (Enfantz) Frederic donant-li consells per al bon govern, per exemple sobre la tria de consellers (que siguin valentz, és a dir "de valor"), el recompensar els qui s'ho mereixen, etc. S'ha transmès com a anònim però la crítica el considera d'autor català i s'ha de datar vers 1293, en el moment en què el germà de Frederic, Jaume II, aleshores ja rei d'Aragó, començava a maniobrar en contra seva.

## Referència del text
- (461,219)[2] Seigner N'Enfantz, s'il vos platz

### Repertoris
- Alfred Pillet / Henry Carstens, Bibliographie der Troubadours von Dr. Alfred Pillet […] ergänzt, weitergeführt und herausgegeben von Dr. Henry Carstens. Halle : Niemeyer, 1933 [Les poesies anònimes es cataloguen com a PC 461. I dins d'aquesta adjudicació d'"autor", en ordre alfabètic, com les d'autor conegut]